# Изворна саламандра
Изворната саламандра (Gyrinophilus porphyriticus) е вид земноводно от семейство Безбелодробни саламандри (Plethodontidae). Видът не е застрашен от изчезване.

## Разпространение
Разпространен е в Канада (Квебек) и САЩ (Алабама, Вирджиния, Върмонт, Джорджия, Кентъки, Кънектикът, Масачузетс, Мейн, Мисисипи, Ню Джърси, Ню Йорк, Ню Хампшър, Охайо, Пенсилвания, Род Айлънд, Северна Каролина, Тенеси и Южна Каролина).

## Описание
Продължителността им на живот е около 18,5 години. Популацията на вида е стабилна.